# نيبال
نيبال(بالنيبالية: नेपाल)‏ أو رسمياً جمهورية نيبال الديمقراطية الاتحادية (بالنيبالية: संघीय लोकतान्त्रिक गणतन्त्र नेपाल)‏ هي دولة تقع في جبال الهملايا، بين الهند والصين، ولا تطل على بحار خارجية. أصبحت جمهورية منذ 28 مايو 2008. نيبال إحدى الدول الصغرى في شبه القارة الهندية، تنقسم البلاد منذ 2015 إلى 7 أقاليم، كوشي، وماديش، وباجماتي، وغانداكي ولومبيني، وكارنالي وسودورباششيم وتشمل الأقاليم أربعة عشر مقاطعة تشمل بدورها 77 ناحية أو منطقة.
كانت البلاد قد شهدت العام 2001 م. مذبحة عرفت باسم «مذبحة القصر الملكي» حين قام ولي العهد الأمير ديابندرا بإطلاق النار على والده الملك بيرندرا والملكة إيشواريا وسبعة أفراد من العائلة المالكة، ثم أقدم على الانتحار، وتولّى بعدها عمه جينندرا مقاليد الحكم ليصبح فيما بعد آخر ملوك البلاد إثر تحولها لجمهورية.

## التاريخ

### العصور القديمة
تم ذكر النيبال لأول مرة في التاريخ في نص الفيدية باعتبارها منطقة يتم فيها تصدير البطانيات، وتلاه عدد كبير من النصوص القديمة التي تتحدث عن جمال وقوة النيبال، كما تم ذكر النيبال في بعض النصوص الهندوسية مثل بوجا نارايانا.
حوالي عام 500 قبل الميلاد، نشأت ممالك صغيرة واتحادات العشائر في المناطق الجنوبية من نيبال، من واحد من هؤلاء، نشأ الأمير سيدهارتا غوتاما (563-483 قبل الميلاد) ليكون حاكماً على شاكيا، ولكنه تخلى عن مكانته في وقت لاحق ليقود حياة التقشف وعرف باسم بوذا («المستنير»)، ويعتقد أن جيتيداستي ملك كيراتا السابع كان على عرش الحكم في وادي النيبال في ذلك الوقت.

### العصور الوسطى

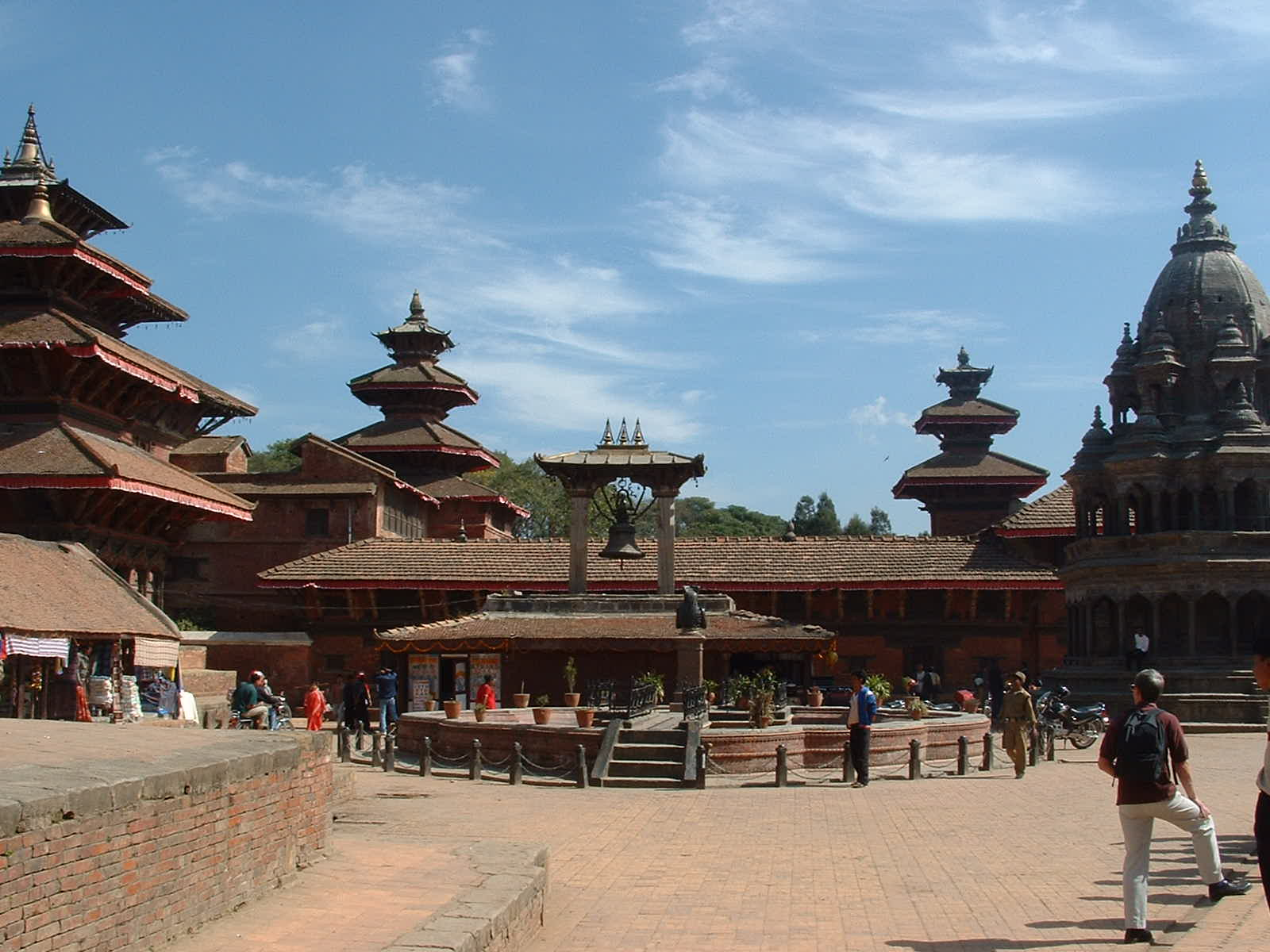
معابد هندوسية في باتان

في أوائل القرن 12 بعد الميلاد، برز قادة في أقصى غرب نيبال انتهت أسماؤهم بـ«مالا» (أي «مصارع» باللغة السنسكريتية)، وقد امتدت سلطة هؤلاء الملوك إلى حوالي 200 سنة، وقد انتهت تلك الفترة بانقسام المملكة إلى ما يقارب 24 دويلة، ولكن في أواخر القرن 14 ظهرت سلالة أخرى من قبيلة المالا تحت سيطرة الحاكم جاياسثتي في وادي كاتماندو، مما أدى إلى استرجاع وحدة الحكم في أغلبية مناطق وسط النيبال، غير أنه في عام 1482 انقسمت المملكة إلى ثلاثة ممالك: كاتماندو، وباتان، وبهاكتابور.

### مملكة نيبال (1768 - 2008)

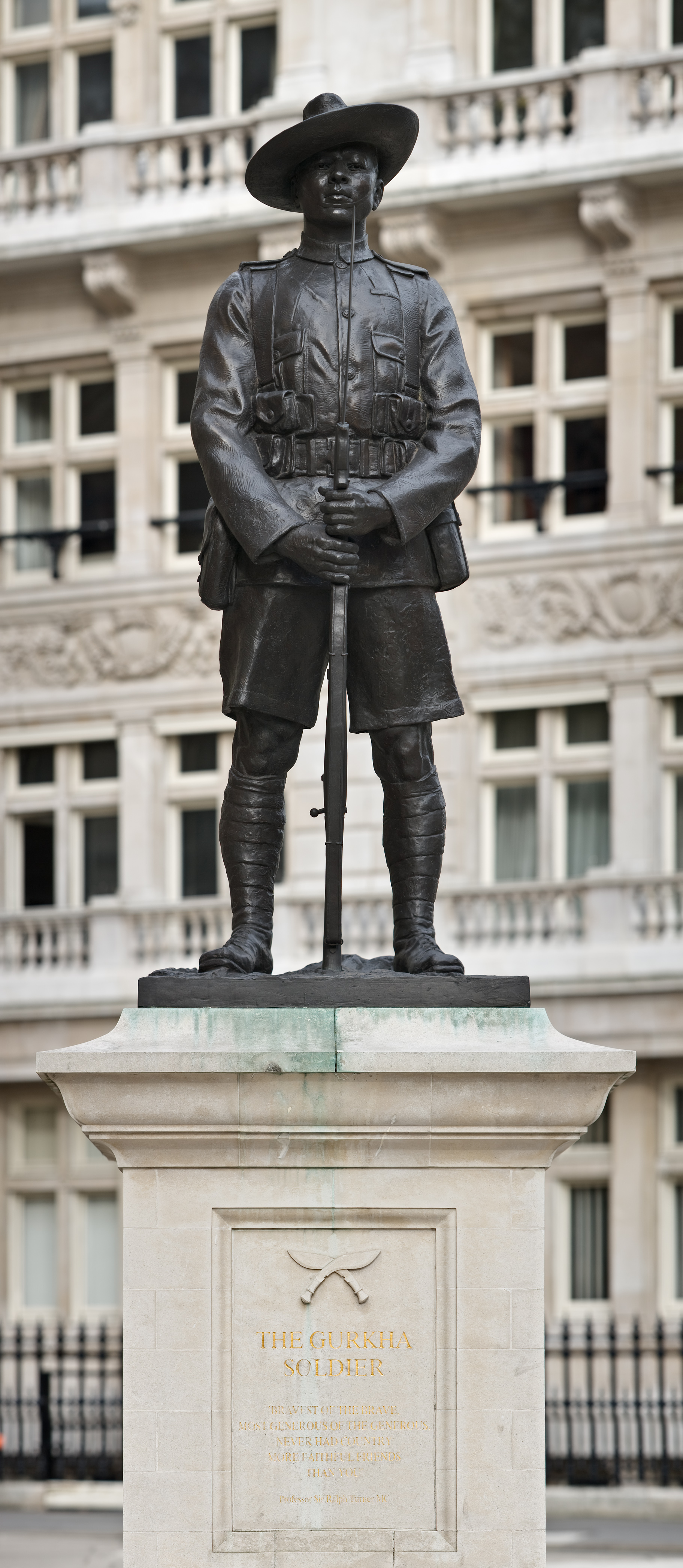
تمثال لجندي غوركها

في منتصف القرن 18، بعد قرون من التنافس بين الممالك الصغيرة الثلاث، اقترح بريثفي نارايان شاه ملك غورخا أن تتوحد الممالك، فسعى لامتلاك الأسلحة والمساعدات من الهند وشراء حدود الممالك الهندية المحايدة، وقد شرع في مهمته في عام 1765، وبعد عدة معارك دامية وحصار دام 3 سنوات نجح الملك في توحيد وادي كاتماندو والأراضي المحيطة بها، ومع ذلك فإنه لم تنشأ أية معركة فعلية لاحتلال وادي كاتماندو، فقد سيطر عليه بريثفي نارايان شاه وقواته دون أي جهد يذكر، حيث أن قاطني الوادي كانوا مجتمعين للاحتفال بمهرجان ال «إندرا جاترا» (مهرجان يحتفل فيه شعب نيوا)، وقد شهد هذا الحدث ولادة أمة حديثة في النيبال.
في عام 1788 م، اجتاح النيباليون ولاية سيكيم في الهند وأرسلوا غارة تأبينية إلى التبت، كما احتلوا أيضاً مقاطعة كانجرا في شمال الهند، وفي عام 1809، تدخل رانجيت سينغ حاكم ولاية السيخ في بنجاب وأبعد الجيش النيبالي إلى شرقي نهر سوتليج.
امتدت مملكة نيبال العظمى في أقصى مدى لها من نهر تيستا في الشرق، إلى كانجرا في الغرب عبر نهر سوتليج، فضلاً عن المزيد من المساحات في سهول تيراي في الجنوب وجبال الهملايا في الشمال عما هي عليه في الوقت الحاضر، ولكن النزاع للسيطرة على الجبال مع التبت والحرب التي تلت ذلك أجبر النيباليين إلى التراجع ودفع تعويضات كبرى إلى التبت.

### جمهورية (2008 - حتى الآن)
أعلنت النيبال جمهورية في 28 مايو 2008 بعد 240 عام من الملكية، فقد التأمت الجمعية الوطنية المنتخبة (البرلمان) في ذلك الحين لغرض إلغاء الملكية رسمياً وإعداد دستور وطني جديد، يذكر أن البرلمان كان يضم 575 نائباً وقد أدوا اليمين القانونية أمام أكبر أعضاء المجلس سناً، وبالإضافة إلى هذا العدد الكبير من النواب قامت الأحزاب الرئيسية في البلاد بتعيين 26 نائباً آخر لينضموا إلى المجلس. ويذكر أن النواب الجدد استخدموا لغتهم الأم في أداء القسم، وارتدوا ثيابهم التقليدية لبلدهم متعدد الأعراق.

## الجغرافيا

### الموقع
تجاورها التبت التابعة للصين من الشمال، وتحدها الهند من الشرق والجنوب والغرب وطول البلاد يمتد من الغرب إلى الشرق، وعرضها بين الشمال والجنوب وتبلغ مساحتها 141,000 كيلو متر مربع، وتقع البلاد بين خطي عرض 26 درجة و 31 درجة شمالاً و 80 درجة و 89 درجة شرقًا.

### السطح

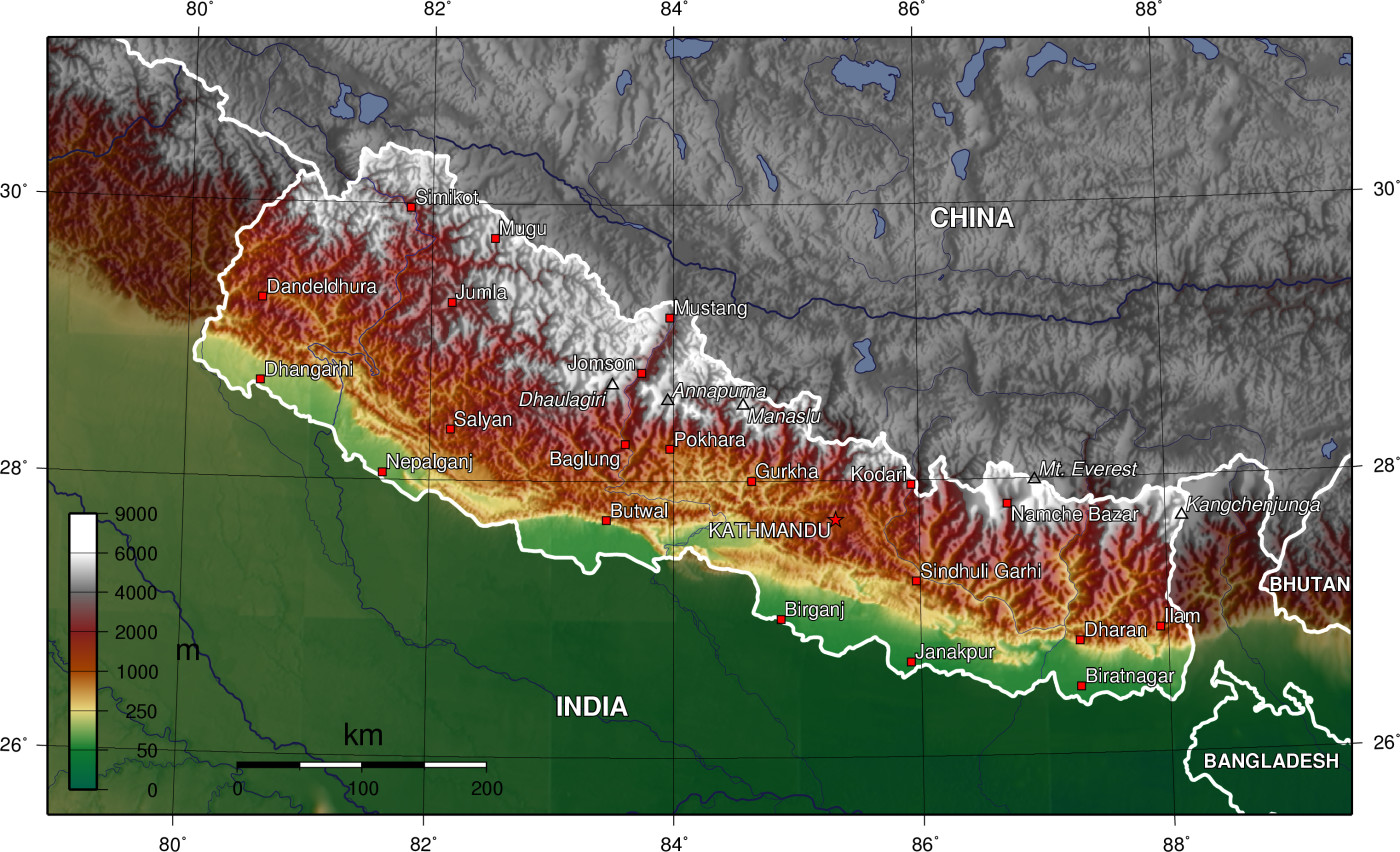
خريطة طبوغرافيا تضاريس نيبال

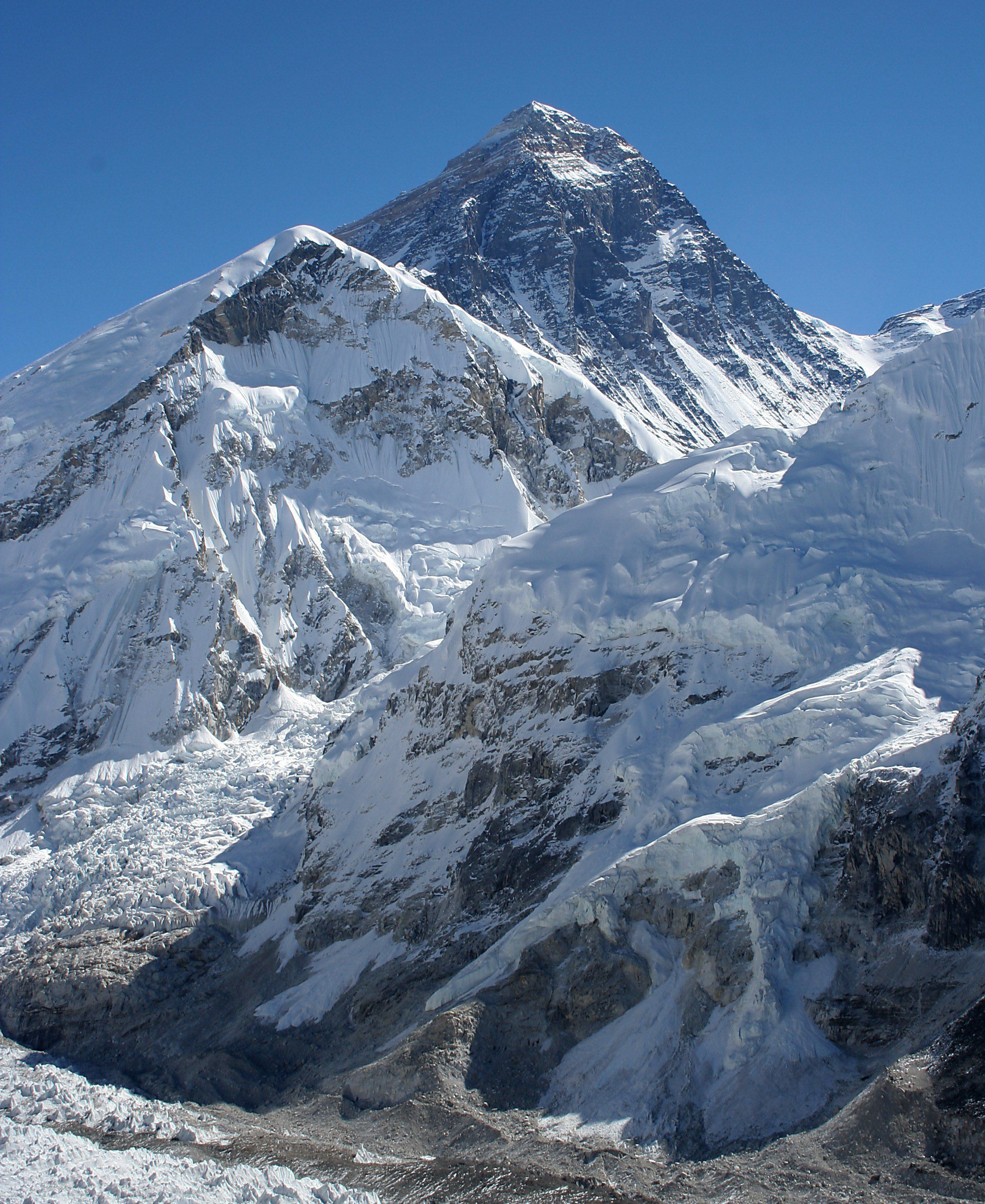
جبل إفرست، أعلى قمة في نيبال وأعلى قمة جبلية في العالم.

أرض نيبال جبلية وعرة، تتألف من سلاسل عالية من الجبال التي تمتد من الغرب إلى الشرق، وأحياناً من الجنوب والشمال ويتراوح ارتفاعها بين 3000 متر و 8000 متر، وتضم أعلى قمة جبلية في العالم وهي قمة إفرست 8848 متراً، كما تضم السلاسل الجبلية وودياناً داخلية تسيل خلالها الروافد النهرية العديدة، وأحياناً تضم الوديان المستنقعات مثل مستنقع تراى وتنصرف مجاريها المائية إلى نهر برهما والجانج.
كما أن استغلال الأرض الصالحة للزراعة يقدر ب 16.07 ٪، المحاصيل الدائمة: 0.85 ٪ وأخرى: 83-08 ٪ (2005).
الموارد الطبيعية هي الكوارتز والمياه والخشب، والطاقة المائية، وجمالها الطبيعي ودائع صغيرة من الفحم والنحاس والكوبالت والحديد الخام.

### المناخ

خريطة تصنيف كوبن للمناخ في نيبال

يتصف مناخ نيبال بالبرودة خصوصاً فوق المرتفعات فهناك العديد من القمم تغطيها الثلوج الدائمة، وتنخفض الحرارة إلى مادون درجة التجمد.
أما الوديان المحمية بالسلاسل الجبلية فتتمتع بالدفء نوعاً ما، لذلك يتجمع بها معظم سكّان البلاد، والصيف حار في الوديان بارد فوق القمم الجبلية، والأمطار تعود إلى النظام الموسمي الصيفي المسيطر على شبه القارة الهندية.

### البيئة
الاختلافات الكبيرة في الارتفاع وجدت في نيبال نتيجة مجموعة متنوعة من المناطق الحيوية، من السافانا الاستوائية على طول الحدود الهندية، إلى العريضة شبه الاستوائية والغابات الصنوبرية في منطقة هيل، إلى العريضة المعتدلة والغابات الصنوبرية على سفوح جبال الهيمالايا، إلى المراعي الجبلية والشجيرات الأرضية والصخور والجليد على أعلى الارتفاعات.
عند أدنى الارتفاعات هو تيراي-دوار السافانا والمراعي الإيكولوجية، وتشكل هذه الفسيفساء مع جبال الهيمالايا الغابات العريضة شبه الاستوائية، والتي تحدث من 500 إلى 1000 متر (1600 إلى 3300 قدم)، وتشمل وديان تيراي الداخلية. غابات الصنوبر شبه الاستوائية في جبال الهيمالايا تحدث بين 1000 و 2000 متر (3300 قدم و 6600).
فوق هذه المرتفعات، وتنقسم بصفة عامة الجغرافية الحيوية في نيبال من الشرق إلى الغرب من نهر جانداكي. المناطق الإيكولوجية إلى الشرق تميل إلى استقبال المزيد من الأمطار وإلى أن تكون أكثر الأصناف الغنية. هؤلاء إلى الغرب أكثر جفافاً مع عدد أقل من الأنواع.
من 1500 إلى 3000 متر (4900 إلى 9,800 قدم)، هي غابات معتدلة عريضة: الشرقية والغربية من جبال الهيمالايا غابات عريضة من 3000 إلى 4000 متر (9800 إلى 13,000 قدم) هو شرق وغرب جبال الهيمالايا الغابات الصنوبرية جبال الألب الفرعية. إلى 5500 متر (18000 قدم) هي شجيرات شرق وغرب جبال الهيمالايا ومراعي جبال الألب.
تبلغ مساحة الغابات في نيبال 59624 كيلومترًا مربعًا (23021 ميلًا مربعًا)، أي 40.36% من إجمالي مساحة اليابسة في البلاد، مع 4.38% إضافية من الأراضي الشجرية، بإجمالي مساحة غابات 44.74%، بزيادة قدرها 5% منذ مطلع الألفية. حصلت البلاد على متوسط درجة 7.23/10 مؤشر سلامة المناظر الطبيعية للغابات لعام 2019، لتحتل المرتبة 45 عالميًا من بين 172 دولة.

## الاقتصاد
نيبال دولة نامية، تحتل المرتبة 165 في العالم في الناتج المحلي الإجمالي الاسمي للفرد والمرتبة 162 في الناتج المحلي الإجمالي للفرد على أساس تعادل القوة الشرائية. بلغ الناتج المحلي الإجمالي لنيبال لعام 2019 34.186 مليار دولار. مع معدل نمو سنوي محسوب بنسبة 6.6% في عام 2019، ومن المتوقع أن يصل إلى 2.89% في عام 2021، تعد نيبال واحدة من أسرع الاقتصادات نموًا في العالم. نيبال عضو في منظمة التجارة العالمية منذ 23 أبريل 2004.
وتحتل القوى العاملة النيبالية التي يبلغ عددها 16.8 مليون عامل المرتبة 37 في العالم. يشكل القطاع الأولي 27.59% من الناتج المحلي الإجمالي، والقطاع الثانوي 14.6%، والقطاع الثالث 57.81%. تحويلات النقد الأجنبي في نيبال البالغة 8.1 مليار دولار أمريكي في عام 2018، هي التاسعة عشرة من حيث الحجم في العالم وتشكل 28.0٪ من الناتج المحلي الإجمالي، ساهم في اقتصادها ملايين العمال في المقام الأول في الهند والشرق الأوسط وشرق آسيا، وجميعهم تقريبًا من العمال غير المهرة. تشمل المنتجات الزراعية الرئيسية الحبوب (الشعير والذرة والدخن والأرز والقمح)، والبذور الزيتية، والبطاطس، والبقول، وقصب السكر، والجوت، والتبغ، والحليب، ولحم الجاموس المائي. تشمل الصناعات الرئيسية السياحة والسجاد والمنسوجات والسجائر والأسمنت والطوب، بالإضافة إلى مصانع الأرز والجوت والسكر والبذور الزيتية الصغيرة. توسعت التجارة الدولية لنيبال كثيرًا في عام 1951 مع تأسيس الديمقراطية؛ بدأ التحرير في عام 1985 وازدادت وتيرته بعد عام 1990. وبحلول السنة المالية 2016/2017، بلغت التجارة الخارجية لنيبال 1.06 تريليون روبية، أي بزيادة ثلاثة وعشرين ضعفًا عن 45.6 مليار روبية في 1990/1991. أكثر من 60% من تجارة نيبال تتم مع الهند. وتشمل الصادرات الرئيسية الملابس الجاهزة والسجاد والبقوليات والمصنوعات اليدوية والجلود والأعشاب الطبية والمنتجات الورقية، والتي تمثل 90٪ من الإجمالي. وتشمل الواردات الرئيسية مختلف السلع تامة الصنع وشبه المصنعة والمواد الخام والآلات والمعدات والأسمدة الكيماوية والأجهزة الكهربائية والإلكترونية والمنتجات البترولية والذهب والملابس الجاهزة. بلغ معدل التضخم 4.5% في عام 2019. وبلغ احتياطي النقد الأجنبي 9.5 مليار دولار أمريكي في يوليو 2019، أي ما يعادل 7.8 شهرًا من الواردات.
حققت نيبال تقدمًا كبيرًا في الحد من الفقر، مما أدى إلى انخفاض عدد السكان تحت خط الفقر الدولي (1.90 دولارًا أمريكيًا للشخص الواحد يوميًا) من 15% في عام 2010 إلى 9.3% فقط في عام 2018، على الرغم من أن الضعف لا يزال مرتفعًا للغاية، حيث يعيش ما يقرب من 32% من السكان بسعر يتراوح بين 1.90 دولارًا أمريكيًا و3.20 دولارًا أمريكيًا للشخص الواحد في اليوم. حققت نيبال تحسنًا في قطاعات مثل التغذية، ووفيات الأطفال، والكهرباء، وتحسين الأرضيات والأصول. وفي ظل الاتجاه الحالي، من المتوقع أن تتمكن نيبال من القضاء على الفقر في غضون 20 عاما. يعتبر قطاع الزراعة معرضًا للخطر خصوصًا لأنه يعتمد كثيرًا على الأمطار الموسمية، حيث يتم ري 28٪ فقط من الأراضي الصالحة للزراعة، اعتبارًا من عام 2014. توظف الزراعة 76% من القوى العاملة، والخدمات 18%، والتصنيع والصناعة الحرفية 6%. الاستثمار الخاص والاستهلاك والسياحة والزراعة هم المساهمين الرئيسيين في النمو الاقتصادي.
وتبلغ موازنة الحكومة نحو 13.71 مليار دولار (السنة المالية 2019/20)؛ نفقات ميزانية تطوير البنية التحتية، والتي ساهمت في معظمها المساعدات الخارجية، عادة ما تفشل في تحقيق الهدف. تتلقى البلاد مساعدات خارجية من المملكة المتحدة، الهند واليابان والولايات المتحدة والاتحاد الأوروبي والصين وسويسرا والدول الاسكندنافية. تم ربط الروبية النيبالية بالروبية الهندية بسعر صرف 1.6 لسنوات عديدة. دخل الفرد 1004 دولار.  توزيع الثروةويتفق ذلك بين النيباليين مع ما هو موجود في العديد من البلدان المتقدمة والنامية: حيث تسيطر أعلى 10% من الأسر على 39.1% من الثروة الوطنية وأدنى 10% تسيطر على 2.6% فقط. يعد الاتحاد الأوروبي (EU) (46.13٪) والولايات المتحدة (17.4٪) وألمانيا (7.1٪) شركاء التصدير الرئيسيين لها؛ يشترون بشكل أساسي الملابس الجاهزة النيبالية (RMG). يشمل شركاء الاستيراد في نيبال الهند (47.5%)، الإمارات العربية المتحدة (11.2%)، الصين (10.7%)، المملكة العربية السعودية (4.9%)، وسنغافورة (4%).
إلى جانب الجغرافيا الوعرة غير الساحلية وقلة الموارد الطبيعية الملموسة والبنية التحتية الضعيفة، فإن حكومة ما بعد عام 1950 غير الفعالة والحرب الأهلية الطويلة الأمد هي أيضًا عوامل في إعاقة النمو الاقتصادي والتنمية في البلاد.  كانت عبودية الديون حتى التي تشمل أطفال المدينين مشكلة اجتماعية مستمرة في التلال الغربية وتيراي، حيث يقدر أن 234.600 شخص أو 0.82٪ من السكان يعتبرون مستعبدين، حسب مؤشر العبودية العالمي. في عام 2016.
وفي عام 2022، حدت نيبال من استيراد السلع غير الأساسية بعد انخفاض احتياطاتها من العملات الأجنبية. تسبب جائحة كوفيد-19 في انخفاض الإنفاق السياحي والأموال التي أرسلها النيباليون العاملون في الخارج إلى الوطن، مما أدى بدوره إلى خفض احتياطي البلاد من العملات الأجنبية.

### الزراعة
الزراعة هي حرفة السكان الأوليين، ويعمل بها حوالي 90% من القوة العاملة وتشغل الأراضي الزراعية حوالي 10% من مساحة البلاد، وأبرز المحاصيل الزراعية الأرز، والقمح، والجوت، والفاكهة، وتزرع في الوديان المحمية بالمرتفعات وقد جففت مساحة كبيرة من مستنقع تيراي، واستغلت في الزراعة، وكان المستنقع موطناً لمرض الملاريا، وفي البلاد ثروة غالبيته تستغل في قطع الأخشاب وتصديرها إلى الهند، وإلى جانب هذا يمارس أهل نيبال الرعي وتربية الحيوانات، وفي البلاد العديد من الخامات المعدنية لم يكشف النقاب عنها.
- الصناعات ومنتجات زراعية

الأرز، نبات الجوت، وقصب السكر والمحاصيل الجذرية والسجائر، المنسوجات، السجاد، الاسمنت، الطابوق.
- الصادرات

السجاد، الملابس، بضائع جلدية، منتجات نبات جوت، الحبوب.
- الواردات

الذهب والآلات والمعدات والمشتقات النفطية والأسمدة.

### الصناعة
تعتمد الصناعة في نيبال على الموارد الطبيعية المتوفرة فتقوم عليها صناعات بسيطة مثل :
السجاد والملابس والإسمنت والسجائر والطابوق، والسكر، والصابون، والثقاب، والجوت، وتوليد الطاقة الكهربائية من المجاري المائية «الطاقة الكهرومائية».

### السياحة
تمثل السياحة مصدراً كبيراً للعملة الصعبة في البلاد، وتعتمد نيبال بشكل أساسي على نوعين من السياحة وهما السياحة الدينية وسياحة تسلق الجبال.

## التعليم
دخلت نيبال إلى الحداثة في عام 1951 بمعدل معرفة القراءة والكتابة بلغ 5%، والتحق حوالي 10000 طالب بـ 300 مدرسة.[بحاجة لمصدر] وبحلول عام 2017، كان هناك أكثر من سبعة ملايين طالب مسجل في 35601 مدرسة. ارتفع معدل معرفة القراءة والكتابة الإجمالي (للسكان بعمر خمس سنوات فما فوق) من 54.1% في عام 2001 إلى 65.9% في عام 2011. بلغ معدل الالتحاق بالمدارس الابتدائية 97% بحلول عام 2017، yومع ذلك - كانت نسبة الالتحاق في المرحلة الثانوية (الصفوف 9-12) أقل من 60%، وحوالي 12% على مستوى التعليم العالي. على الرغم من وجود تفاوت كبير بين الجنسين في معدل معرفة القراءة والكتابة عمومًا،  فقد تفوقت الفتيات على الأولاد في الالتحاق بجميع مستويات التعليم. يوجد في نيبال إحدى عشرة جامعة وأربع هيئات أكاديمية علمية مستقلة. احتلت نيبال المرتبة 108 في مؤشر الابتكار العالمي في عام 2023. لكنها تراجعت مركزاً واحداً في مؤشر عام 2024 لتحل في المركز 109.

الافتقار إلى البنى التحتية والمواد التعليمية المناسبة، وارتفاع نسبة الطلاب إلى المعلمين، فضلاً عن تسييس لجان إدارة المدارس والتحالف الحزبي بين الطلاب والمعلمين، كلها عوامل تشكل عقبة أمام التقدم. التعليم الأساسي المجاني مكفول في الدستور، لكن البرنامج يفتقر إلى التمويل اللازم لتنفيذه بفعالية. توفّر الحكومة برامج المنح الدراسية للفتيات والطلاب ذوي الاحتياجات الخاصة وكذلك أبناء الشهداء والمجتمعات المهمشة والفقراء. يغادر عشرات الآلاف من الطلاب النيباليين البلاد كل عام بحثًا عن تعليم وعمل أفضل، ونصفهم لا يعودون أبدًا.

## الاتصالات
هناك هاتف واحد لكل 19 شخصا وخدمات الهاتف الثابت على الصعيد الوطني ليست كافية ولكنها تتركز في المدن ومقر المقاطعة. الهواتف النقالة موجودة في معظم أنحاء البلاد مع ارتفاع التكاليف هناك 175،000 شخص يستخدم الإنترنت في النيبال وقد تم قطع الإنترنت في أثناء الثورة النيبيالة وقد استئنف في وقت لاحق.

## النقل والمواصلات
يرتكز أساساً نظام النقل في نيبال على الطرق. وتتركز أساسا الطرق في البلاد في منطقة تيراي. هذه هي المنطقة الوحيدة، حيث هناك بعض الأراضي المسطحة. ويجري بناء شبكة طرق واسعة من قبل هيئة النقل لزيادة وتحسين أوضاع الطرق في نيبال. هناك حوالي 15 من الطرق السريعة الوطنية في البلاد، وبصرف النظر عن الطرق الفرعية الصغيرة كثيرة. هناك أيضا العديد من القرى والطرق الزراعية. إجمالي طول الطرق في نيبال تمتد إلى حوالي 28000 كيلومترا.
نظام النقل والاتصالات في نيبال يتم تحديثه وتطويره مع مرور الوقت. ويجري تحسين المرافق والبنى التحتية التي يجري تطويرها هي لجعل نيبال دولة متقدمة.
يعتبر مطار تريبوفان الدولي بكاتماندو هو المطار الدولي الوحيد بدولة نيبال.

## الديموغرافيا

### السكان

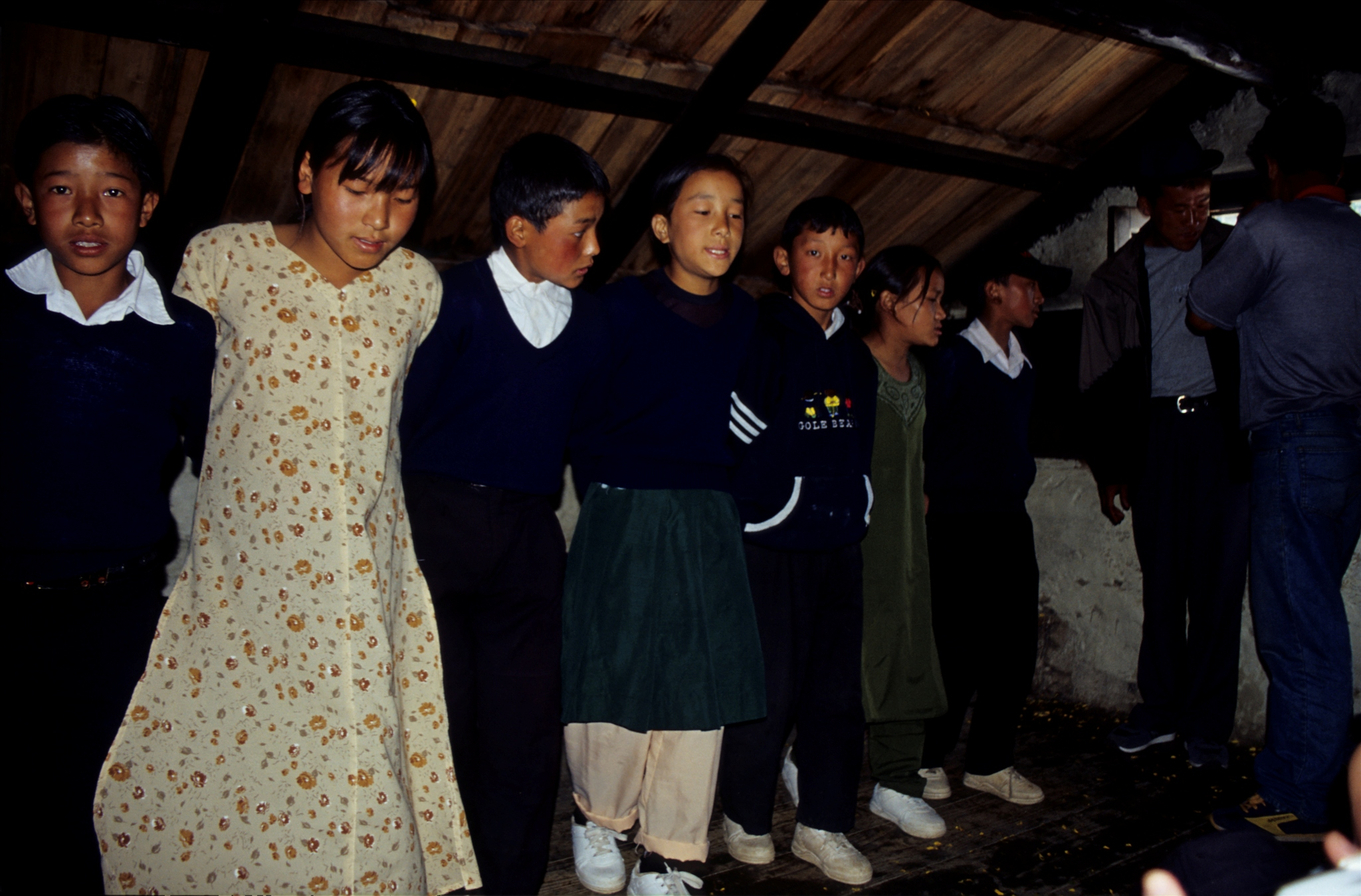
أطفال نيباليون يتشاركون الرقص

وينتمي هذا العدد إلى أصول جنسية عديدة، ففي نيبال حوالي 40 لغة، فهناك لغة مغولية يتحدث بها سكان نيبال القاطنين في المناطق الجبلية المرتفعة من الهملايا شمال البلاد (لغة التبت)، وهناك عدّة لغات هندية إلى جانب هذا في الغرب يتحدث السكان لغة أهل كشمير، وتنتشر لغة البوماوية والأردية، وهكذا تتعدد العناصر في نيبال، وحوالي 60% من سكان البلاد يعيشون في الأودية الجبلية، وقرابة 40% من السكان ينتشرون في إقليم تيراي.
يقدّر عدد السكان بـ 26.6 مليون نسمة في عام 2011. بعد أن كان عدد السكان في عام 1988 حوالي 18.2 مليوناً.[بحاجة لمصدر]

### الهيكل العمري
تقديرات 2011
| الفئة العمرية | النسبة | عدد الذكور | عدد الإناث |
| ------------- | ------ | ---------- | ---------- |
| 0 - 14        | 34.6%  | 5,177,264  | 4,983,864  |
| 15 - 64       | 61.1%  | 8,607,338  | 9,344,537  |
| 65 وما فوق    | 4.4%   | 597,628    | 681,252    |

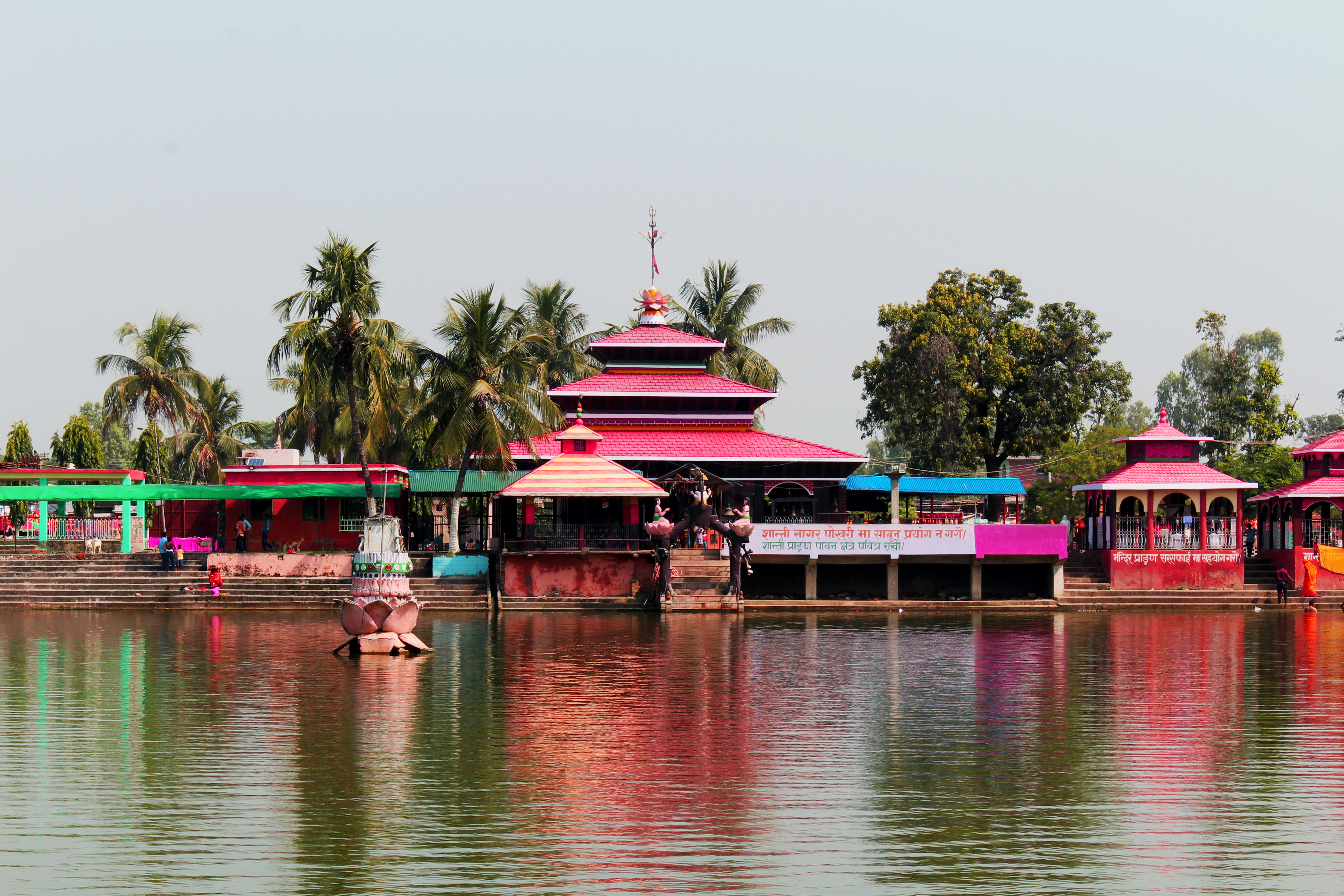
معبد هندوسي في نيبال.

- متوسط العمر: 66.16 سنة، ذكور: 64.94 سنة، اناث: 67.44 سنة
- معدل النمو السكاني: 1.596%

| الديانات في النيبال (تعداد 2021) | الديانات في النيبال (تعداد 2021) | الديانات في النيبال (تعداد 2021) | الديانات في النيبال (تعداد 2021) | الديانات في النيبال (تعداد 2021) |
| -------------------------------- | -------------------------------- | -------------------------------- | -------------------------------- | -------------------------------- |
| الديانة                          | الديانة                          |                                  | النسبة                           | النسبة                           |
| هندوسية                          | هندوسية                          |                                  | 81.19%                           | 81.19%                           |
| بوذية                            | بوذية                            |                                  | 8.21%                            | 8.21%                            |
| إسلام                            | إسلام                            |                                  | 5.09%                            | 5.09%                            |
| كيرانت موندهوم [الإنجليزية]      | كيرانت موندهوم [الإنجليزية]      |                                  | 3.17%                            | 3.17%                            |
| مسيحية                           | مسيحية                           |                                  | 1.76%                            | 1.76%                            |
| أخرى                             | أخرى                             |                                  | 0.24%                            | 0.24%                            |

### الديانات
- الهندوسية:

ديانة شيڤا الهندوسية هي الديانة السائدة في البلد، وكانت لها السيادة والرسمية في النظام الملكي السابق قبل الديمقراطية التي جاءت فألغت رسمية الديانة وجعلت لكل شخص حرية التدين بما يشاء، والهندوس نسبتهم 81.19% من العدد الإجمالي للسكّان البالغ (29,192,480).
- البوذية:

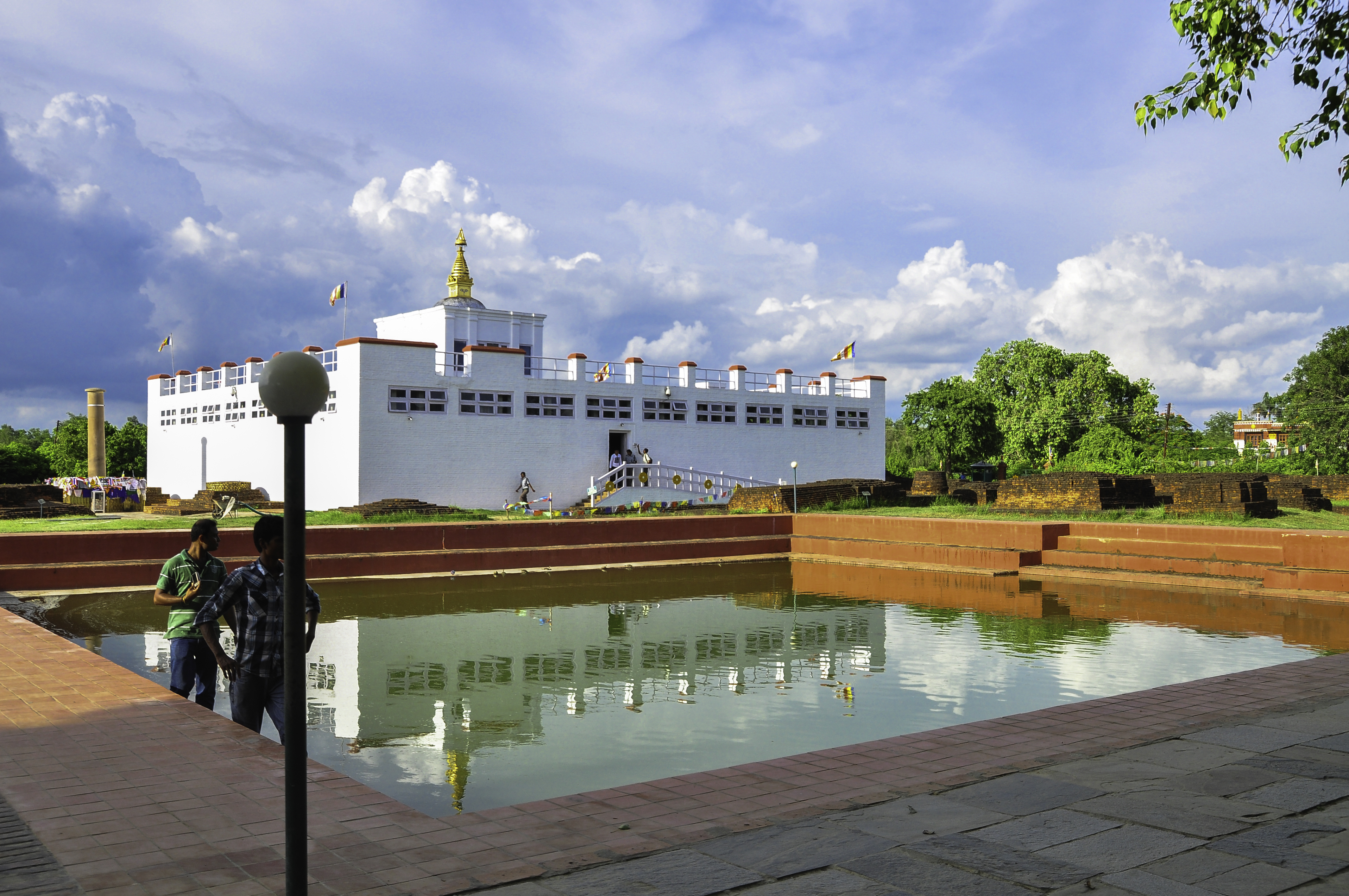
معبد بوذي في نيبال.

يوجد عدد من أتباع الديانة البوذية ونسبتهم 8.21%، ويتمركز أتباع البوذية في (مدينة لمبني).
- الإسلام:

انتشر الإسلام في نيبال عن طريق الهند بالتجار العرب ويصل عدد المسلمين في نيبال إلى ما نسبته 5.09%، والمسلمون موجودون في كافة أنحاء البلد ولهم مراكزهم الدعوية والمدارس الإسلامية والمساجد المنتشرة كما لهم دعاة ومفكرين إسلاميين.
- الكيرانت موندهوم:

يبلغ أتباع ديانة كيرانت موندهوم في نيبال ما نسبته 3.6% من السكان وأغلبهم من مجموعة الكيرات، السكان الأوائل للبلاد.
- ديانات أخرى 0.9%.[38]

## السياسة

### ديسمبر/كانون الأول 2007 (نهاية الملكية)
في 23 ديسمبر/كانون الأول 2007 تم الاتفاق على إنهاء الحكم الملكي في نيبال. الاتفاق الذي أتى بعد سنين من القتال بين قوات الحكومة وقوات المتمردين الماويين الشيوعية. نصت على أن تتحول نيبال إلى جمهورية في 2008 م. بعد التصويت الذي تم في أوائل 2008 وأن تقود البلاد حكومة مؤقتة وقتها.
وفي 28 مايو 2008 م. صوّت البرلمان على إنهاء الملكية وإنهاء فترة استمرت 239 عاماً من الحكم الملكي، وأعلنت جمهورية نيبال الفيدرالية بحيث يكون لها رئيس دستوري (رئيس جمهورية) ورئيس تنفيذي للحكومة (رئيس مجلس الوزراء) وتم إعلان يوم 28 مايو من كل عام عيداً وطنياً والذي يصادف يوم الجمهورية النيبالية.
حيث استبدلت صورة الملك على عملة الوطنية بصورة لجبل إيفرست أشهر معالم البلاد السياحية، وأزيلت كلمة الملكية من شركة الطيران الوطنية لتصبح «الخطوط النيبالية» فقط، وأُزيلت كلمة الملكية من كافة المؤسسات والشركات وأممت القصور الملكية.

### الصورة الكاملة
لقد كان الوضع السياسي في نيبال متقلباً منذ تعليق عمل البرلمان في عام 2002. وقد حاول العديد من رؤساء الوزارات منذ ذلك الحين أن يحكموا البلد، بينما استولت حركة تمرد ماوية تعرف باسم حركة «الحرب الشعبية» على مقاليد الحكم في ما يقرب من نصف البلد، بحيث أصبحت تمارس المهام الحكومية الخاصة بها.
وقد لقي أكثر من 10,000 شخص مصرعهم في الاشتباكات، وتؤثر الإضرابات وعمليات الحصار على كل مكان في البلد. وتفيد منظمة مراقبة حقوق الإنسان «هيومن رايتس ووتش» بأن عدد «حالات الاختفاء»، على يد القوات الحكومية في العادة، هي الأعلى في العالم. وأوقف مؤخراً فيلق السلام عملياته في نيبال. واليونيسيف هي إحدى المنظمات القليلة التي تسمح لها القوات المتمردة بمواصلة عملها الإنساني، مع أن «وقف العمليات» أمر شائع. ولقد شهدت نيبال، رغم الصراع السياسي، نمواً اقتصادياً متواضعاً. وما زال الإنفاق الحكومي على التعليم والصحة والخدمات الاجتماعية مستقراً.

### القوة العسكرية

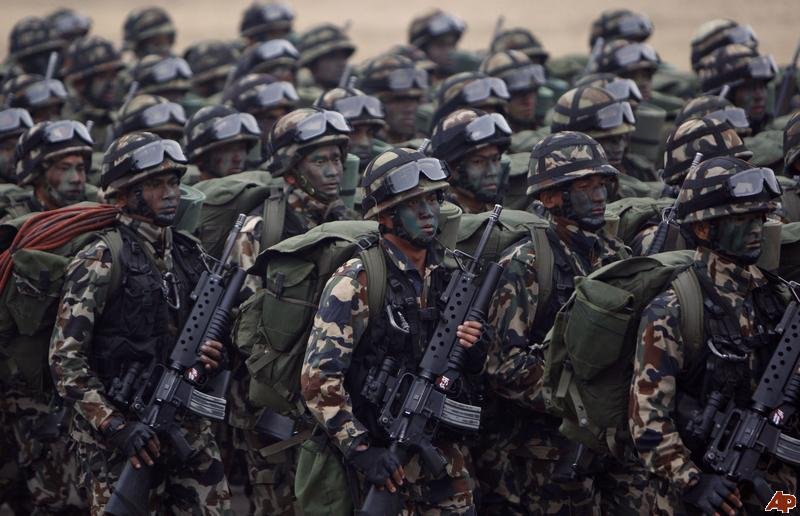
جنود الجيش النيبالي.

الرئيس هو القائد الأعلى للجيش النيبالي؛ وتتولى وزارة الدفاع إدارته الروتينية، بلغ الإنفاق العسكري لعام 2018 398.5 مليون دولار، أي حوالي 1.4٪ من الناتج المحلي الإجمالي.
- أقسام الجيش النيبالي (القوات الملكية النيبالية سابقاً) هي: القوات البرية النيبالية، والقوات الجوية النيبالية.
- سن الخدمة: 17 عاماً.
- عدد الذين في سن الخدمة: 6.108.424 ملايين.
- الإنفاق العسكري: 398.5 مليون دولار (السنة المالية 2018).
- الإنفاق العسكري من إجمالي الناتج القومي: 1.4% (السنة المالية 2018).[44]

## وصلات خارجية
الحكومة
- الموقع الرسمي
 للحكومة النيبال
- الموقع الرسمي لمجلس سياحة نيبال

معلومات عامة
- نيبال من بي بي سي نيوز
- نيبال  على كتاب حقائق العالم
- نيبال على مشروع الدليل المفتوح
- نيبال - مقال موسوعة بريتانيكا
- معلومات جغرافية متعلقة بنيبال على خريطة الشارع المفتوح